# Haute-Rivoire
Haute-Rivoire – miejscowość i gmina we Francji, w regionie Owernia-Rodan-Alpy, w departamencie Rodan.
Według danych na rok 1990 gminę zamieszkiwało 1100 osób, a gęstość zaludnienia wynosiła 54 osób/km² (wśród 2880 gmin regionu Rodan-Alpy Haute-Rivoire plasuje się na 727. miejscu pod względem liczby ludności, natomiast pod względem powierzchni na miejscu 488.).